# Aeroklub Pomorski
Aeroklub Pomorski – jeden z aeroklubów regionalnych z siedzibą w Toruniu, wchodzących w skład Aeroklubu Polskiego. Siedziba Aeroklubu mieści się przy ul. 4 Pułku Lotniczego 17. Patronem aeroklubu jest polski as myśliwski okresu II wojny światowej Stanisław Skalski.

## Historia
Aeroklub powstał w 1935 roku z inicjatywy członków koła szybowcowego: Z. Dobrzyckiego, Jana Getlera-Gintlera i kpt. pil. Jerzego Orzechowskiego. Walne zebranie z udziałem 100 członków, które wybrało pierwsze władze aeroklubu odbyło się 17 lipca 1935 roku. Jego pierwszym prezesem został gen. dywizji Mieczysław Norwid-Neugebauer, który w listopadzie został przeniesiony do Warszawy i musiał z tej funkcji zrezygnować. Zastąpił go gen. bryg. Władysław Bortnowski. W czerwcu 1936 roku afiliowano do AP Aeroklub Kujawski z Inowrocławia, a latem 1938 powstała filia w Bydgoszczy.
Początkowo aeroklub korzystał z pomieszczeń Dywizjonu Myśliwskiego. W 1937 roku przeniósł się do własnego hangaru.
W 1936 roku Aeroklub zorganizował Lot Pomorski, w 1937 II Zlot Pomorski i I Okrężny Lot Kujawski (wspólnie z Aeroklubem Kujawskim).
W latach 1935–1939 Aeroklub Pomorski posiadał kilkanaście samolotów: m.in. Hanriot H.28, RWD-5, RWD-8, RWD-13, PZL.26, szybowce szkolne i wyczynowe, balon wolny „Mestwin” oraz podarowany przez armię jedyny w Polsce wiatrakowiec Cierva C-30. Po II wojnie światowej aeroklub reaktywowano 19 sierpnia 1945 roku, lecz w 1953 roku został zlikwidowany. Aeroklub reaktywowano w 1956 roku. 5 września 2015 roku toruńscy lotnicy świętowali obchody 80-lecia Aeroklubu Pomorskiego. Podczas uroczystości Aeroklub odznaczono Medalem za Zasługi dla Miasta Torunia na wstędze.

## Prezesi
- gen. dywizji Mieczysław Norwid-Neugebauer (1935)
- gen. bryg. Władysław Bortnowski (od 25 listopada 1935–1939)[10]
- Henryk Jankowski (1945–?)[7]
- Jerzy Wiśniewski (2003–)[11]